# Prapreče, Žužemberk
Prapreče so naselje v Občini Žužemberk.